# Poutní kaple svatého Jodoka (Tännesberg)
Poutní kaple (kostel) sv. Jošta (německy Wallfahrtskirche St. Jodok) je poutní kostel v hornofalckém městysi Tännesberg na jihu zemského okresu Neustadt an der Waldnaab. Patří ke katolické farnosti sv. Michala v děkanátu Leuchtenberg v řezenské diecézi. Nachází se na Oberviechtacher Strasse mimo obec Tännesberg na okraji lesa Tännesberger Wald.

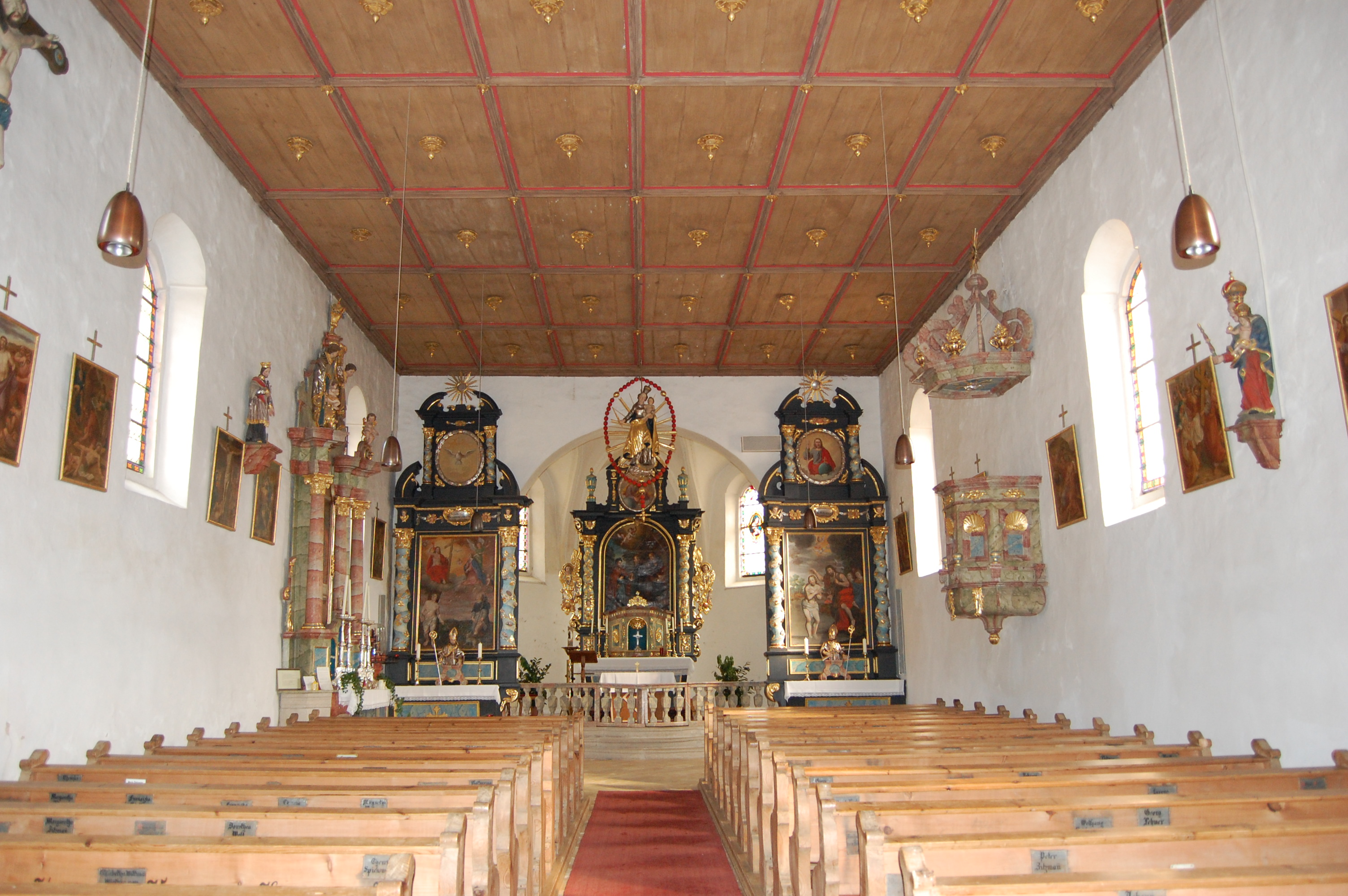
Vnitřní podoba kostela

## Historie
V roce 1019 nechal Johann von Paulsdorf vystavět na místě kapli zasvěcenou svatému Joštu (Jodokus). Jošt žil jako poustevník v 7. století ve Francii. Ve středověku byl vysoce uctíván. Kaple byla pravděpodobně zpočátku farním kostelem přilehlé vesnice. Místní sedláci pořádali poutě ke sv. Joštovi, u něhož hledali pomoc proti nemocem a epidemiím. Poté, co byl městys Tännesberg opevněn hradební zdí, byl ve městě postaven i první kostel. Farnost Tännesberg byla písemně poprvé zmíněna v roce 1300.
Poutní kostel sv. Jošta byl ve třicetileté válce zničen. Znovu byl vysvěcen v současné barokní podobě v roce 1689. V 50. letech 20. století hrozilo, že se kostel pro zanedbanou údržbu rozpadne. Kostel byl zásluhou darů a materiální pomoci místních renovován. Opravený svatostánek byl znovu vysvěcen roku 1976.

## Jízda svatého Jošta
Kostel sv. Jošta je každoročně v červenci cílem tzv. joštské jízdy (St.-Jodok-Ritt), slavnostního průvodu na koních. Církevní událost se koná současně se světskou poutí ve městě.